# Holonotus sternalis
Holonotus sternalis là một loài bọ cánh cứng trong họ Cerambycidae.